# Tři hvězdná božstva

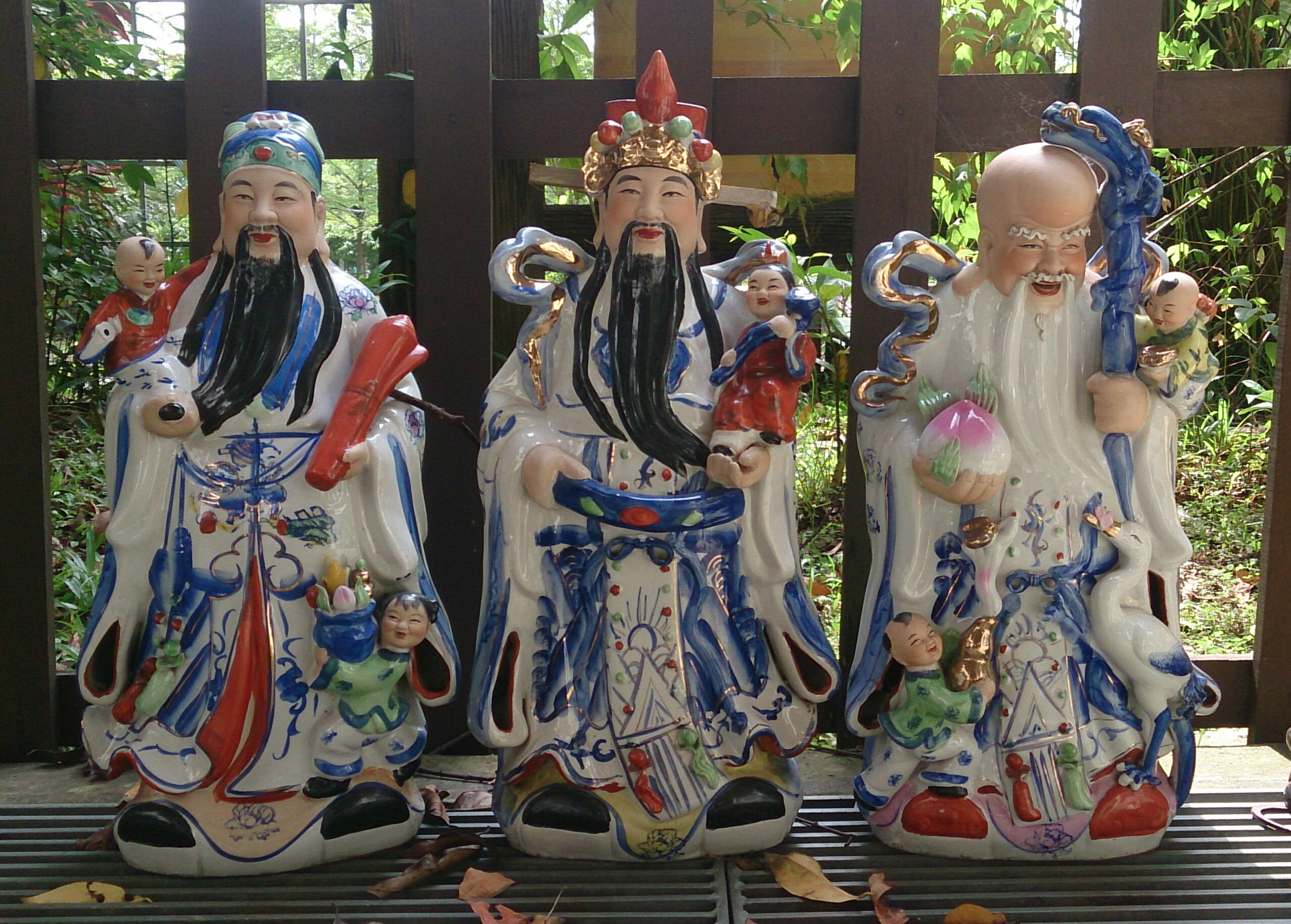
San Xing

Tři hvězdná božstva jsou bytosti z čínského panteonu božstev. Jmenují se Fu (Fu-sing 福星), Lu (Lu-sing 祿星) a Šou (Šou-sing 夀星) a tvoří trojici takzvaných San Xing, Tří Hvězdných bohů štěstí, dlouhověkosti a služební kariéry. Spojeni jsou se souhvězdím Ursa Minor, Jupiterem a nejjasnější hvězdou souhvězdí Lodního kýlu Canopus. Hvězdná božstva mohou vystupovat ve skupince nebo každý samostatně. Jejich obrázky jsou často na vnitřních dveřích tradičních čínských domovů, sošky zpravidla zdobí čínské restaurace, ale lze je najít všude tam, kde žijí Číňané. Většinou jsou tato božstva vyobrazována jako trojice šťastných staříků se symboly štěstí a nesmrtelnosti, nebo dlouhověkosti.

## Fu
Bůh štěstí, přesněji řečeno Hvězda dobrého osudu (Fu-sing 福星), je dárcem všeho dobra obsaženého ve znaku fu 福, tedy ne jenom samotného štěstí, ale též bohatství, služebního postupu, radosti, klidného stáří atd. Protože pojem fu 福 je velice široký, nemá bůh štěstí svá znamení striktně vymezená. Nejčastěji je zobrazován v oděvu v oděvu penzionovaného úředníka-učence, bohatě zdobeném znakem fu 福, stylizovanými netopýry a motýly. Všechny jeho atributy a symboly mají naznačovat, že je ochoten poskytnout „vše, co nebesa nadělí“. Buď si hraje s květy, nebo nese květinový koš evokující nebeské dary. V jedné ruce může držet malého chlapce, symbol nepřerušené rodové linie, záruku blaženého stáří a posmrtných obětin. Do druhé mu zase dávají lidoví umělci krátké, esovitě prohnuté „žezlo všech přání“.

## Lu
Druhým ze tří hvězdných bohů je Lu. Odnepaměti je spojován se souhvězdím Ursa Major. Bůh kariéry neboli Hvězda služebních prožitků (Lu-sing 祿星) naznačuje cestu k prosperitě přes úřední postavení. Ačkoliv se v Číně bohatství mohlo získat obchodem či díky vlastnictví půdy, společensky akceptovatelný zdroj majetku představovaly především příjmy z výkonu úřední funkce, což byl status dosažitelný po dlouhých letech studia, vykonání zkoušek a získání hodnosti, které přinášejí výhody a privilegia. Bůh kariéry je většinou bohatě oděn v zelené úřednické róbě, protože slovo lu (祿), označení pro zelenou barvu, zní podobně jako čtení znaku lu (祿), což doslova znamená „příjmy z úředního postavení". Na hlavě obvykle nosí obřadní čapku s křidélky, zvanou kuan (冠). Obrázek boha kariéry mohou doplňovat další atributy a symboly. V některých případech ho dokonce i plnohodnotně zastupují. Jeho nejběžnějším a také velice dekorativním společníkem bývá bohatě kvetoucí keřová pivoňka, oficiálně pojmenovaná mu-tan (牡丹), květ bohatství a vznešenosti.

## Šou
Ze tří hvězdných božstev má zřejmě nejdelší tradici bůh dlouhého života, Hvězda dlouhověkosti (Šou-sing 夀星) někdy též zván Stařec dlouhého věku (Šou-lao 壽老). Představuje ho usměvavý stařík se snadno identifikovatelnými, výraznými črtami. Zpravidla má dlouhou bílou bradu a vousy, dlouhé převislé obočí, velkou protaženou lebku a na vystouplém čele tři vrásky. Jeho oděv je často zdoben půvabnými medailony ze stylizovaného znaku Šou (夀 -dlouhý život). Bývá doprovázen malým chlapcem, symbolem početného potomstva. Většinou na lidových obrázcích či narozeninových pozdravech jeden z nich drží v ruce větvičku z pohádkové broskvoně, která v zahradě Královny matky Západu rozkvétá pouze jednou za deset tisíc let a kouzelné broskve nesmrtelnosti na ní dozrávají až po dalších deseti tisíci letech. Stařík má též často hůl ze sukovitého dřeva, na níž je uvázána lahvovitá tykev, typická nádoba na taoistický elixír nesmrtelnosti. Podle čínských mýtů tento bůh sídlí na jižním pólu nebe v zahradě plné hřibů a rostlin poskytujících nesmrtelnost. Právě on určuje délku lidského života, a proto jeho obrazy slouží jako oblíbené narozeninové dary nebo se věší do obytných místností starších členů rodiny. Šouova podobizna je i častou dekorací narozeninových dortů. Snědením takového dortu do sebe člověk dostává kousek ze Šouovy mystické moci.
Šou dle legend ovládá i životní cyklus smrtelníků. Rozhoduje, kdo bude žít a kdo zemře. Pokud má někdo zemřít, Šou jej zapíše na svůj pergamen.